# Miejscowości olęderskie w powiecie międzychodzkim
Miejscowości olęderskie w powiecie międzychodzkim – lista i rys historyczny osadnictwa olęderskiego na terenie powiatu międzychodzkiego, położonego w zachodniej części dzisiejszego województwa wielkopolskiego.
Współczesny powiat międzychodzki obejmuje cztery gminy: Międzychód, Sieraków, Chrzypsko Wielkie i Kwilcz. Do I rozbioru Polski obszar ten wchodził w skład województwa poznańskiego. W XVI stuleciu obszar ten był średnio zaludniony, w przeciwieństwie do innych, środkowopolskich województw, dorównujących gęstością zaludnienia najbardziej zaludnionym krajom rolniczym na zachodzie Europy.

## Olędrzy w Wielkopolsce
W granicach Wielkopolski sprzed 1792 roku, poza dawanymi powiatami kościańskim i poznańskim, tylko powiaty gnieźnieński i pyzdrski miały znaczniejszą liczbę osad olenderskch. Najprawdopodobniej w odniesieniu do całej Wielkopolski stosunek olendrów do ogółu ludności wiejskiej wynosił ok. 10%.
Osadnicy, którzy zasiedlili wsie na prawie olenderskim w dzisiejszym powiecie międzychodzkim, podobnie jak w przypadku większej części Wielkopolski, pochodzili z Niemiec. Wyjątkiem były osady, które już wcześniej istniały i zostały jedynie pod względem organizacji prawnej przeniesione na prawo olenderskie. Przybysze zza zachodniej granicy poszukiwali w Polsce lepszych warunki bytowania oraz wolności religijnej.

## Olędrzy w powiecie międzychodzkim

### Pierwsze lokacje
Na terenie dzisiejszego powiatu powstało 20 osad na prawie olenderskim. Pierwszą wsią olenderską w powiecie był Bukowiec-Olędry. Osada została lokowana w 1691 roku, na skraju Puszczy Noteckiej. Dziś Bukowiec jest częścią wsi sołeckiej Bucharzewo, położonej w gminie Sieraków.
W gminie Kwilcz pierwszą wsią olenderską było Daleszynko (dziś Daleszynek, powstałe w 1748 roku. W gminie Międzychód był to natomiast Meryń Stary (dziś Mierzyn założony w 1695 roku. Ostatnia lokacja wsi na pawie olenderskim na terenie dzisiejszego powiatu międzychodzkiego miała miejsce w 1791 roku, na południu dzisiejszej gminy Kwilcz. Najmłodszą wsią olęderską jest Miłostowo.

### Rozmieszczenie przestrzenne
Najintensywniej osadnictwo olenderskie rozwijało się w okolicach Międzychodu. Spośród 20 wsi olenderskich powstałych na terenie powiatu, 10 (50%) znajdowało się w okolicy Międzychodu. Jest to zasługa rodziny Unrugów, która w 1597 roku została właścicielem Międzychodu. W dobrach Unrugów międzychodzkich powstały m.in.: Mierzyn i Mierzynek, Miłostowo i Skrzydlewo.
Od północnego wschodu dobra międzychodzkie graniczyły z ziemią sierakowską, na której terenie znajdowały się takie osady jak: Bukowiec Olędry, Dębowskie Olędry (dziś Dębowiec), Bucharzewo Olędry (dziś Bucharzewo), Tuchola Olędry (dziś Tuchola, Chorzępowa (dziś Chorzępowo) oraz Radusz (dziś leśniczówka w gm. Międzychód). W okolicach Kwilcza powstały tylko 3 wsie (15%) na prawie Olędrów: wspomniany Daleszynek i Miłostowo oraz Mechnacz. W okolicach Chrzypska Wielkiego zlokalizowano tylko jedną (5%), małą i rozproszoną osadę Białokoskie Olędry, dziś znane jako liczące niespełna 40 osób Białokoszyce.

### Wielkość wsi
W demografii historycznej przyjmuje się, że jeden dym (czyt. domostwo) zamieszkiwało w okresie staropolskim średnio 6 osób. Zatem znając liczbę dymów w poszczególnych wsiach olenderskich można było oszacować liczbę mieszkańców. Największą wsią olenderską był wówczas Radusz (Radoskie Olędry) z 35 dymami, czyli z ponad 210 mieszkańcami (na początku XVIII wieku). Radusz był jedną z największych wsi w Puszczy Noteckiej. Mimo niezbyt urodzajnych gleb wieś należała do bogatych, a średnia wielkość gospodarstwa wynosiła 80 ha. W 1845 roku we wsi Radusz było 553 mieszkańców. Zdecydowaną większość stanowili protestanci, a tylko 5 osób było wyznania rzymskokatolickiego.

Dużymi wsiami były także Skrzydlewo, Mechnacz i Drzewce, zamieszkałe przez około 140 osób. Najmniej ludne były natomiast Białokoskie Olędry oraz Bucharzewo Olędry, zamieszkałe przez kilka rodzin (do 30 mieszk.)

Porównując liczbę dymów we wsiach olenderskich powstałych na terenie dzisiejszego powiatu międzychodzkiego można stwierdzić, że największe były wsie olenderskie w okolicy Międzychodu. Średnia liczba dymów w tych wsiach to około 16. Oznacza to, że średnio mieszkało w nich około 100 osób. Na dzisiejsze warunki były to więc wioski małe lecz o sporym znaczeniu dla gospodarki rolnej. Na terenie dzisiejszego powiatu międzychodzkiego w XVIII wieku w osadach na prawie olenderskim mieszkało około 1500 osób.

## Lista miejscowości na prawie olęderskim
| Nazwa osady w XVIII wieku | Dzisiejsza nazwa | Rok założenia | Liczba dymów w momencie lokacji | Szacunkowa l. mieszk. | L.d. w 2.poł. XIX w. |
| ------------------------- | ---------------- | ------------- | ------------------------------- | --------------------- | -------------------- |
| Białokoskie Olędry        | Białokoszyce     | 1766          | 5                               | 30                    | -                    |
| Bucharzewo Olędry         | Bucharzewo       | 1722          | 5                               | 30                    | 10                   |
| Bukowiec Olędry           | Bukowce          | 1691          | 7                               | 42                    | -                    |
| Chorzępowa                | Chorzępowo       | 1753          | 12                              | 72                    | -                    |
| Daleszynko                | Daleszynek       | 1748          | 9                               | 54                    | -                    |
| Dębowskie Olędry          | Dębowiec         | 1722          | 11                              | 66                    | -                    |
| Drzewce Olędry            | Drzewce          | 1724          | 22                              | 132                   | -                    |
| Kozy Olędry               | Koza             | 1765          | 6                               | 36                    | -                    |
| Mechnacz Olędry           | Mechnacz         | 1784          | 22                              | 132                   | -                    |
| Mechocińskie Olędry       | Muchocinek       | 1758          | 10                              | 60                    | -                    |
| Meryń Nowy                | Mierzynek        | 1713          | 21                              | 126                   | 31                   |
| Meryń Stary               | Mierzyn          | 1695          | 9                               | 54                    | 12                   |
| Pilskie Olędry            | Piłka            | 1763          | -                               | -                     | 73                   |
| Miłostowo                 | Miłostowo        | 1791          | 14                              | 84                    | -                    |
| Radoskie Olędry           | Radusz           | 1700          | 35                              | 210                   | 56                   |
| Skrzydlewo                | Skrzydlewo       | 1785          | 22                              | 132                   | 33                   |
| Sowiagóra Olędry          | Sowia Góra       | 1702          | 12                              | 72                    | 20                   |
| Tuchola Olędry            | Tuchola          | 1740          | 13                              |                       | -                    |
| Zatom Nowy Olędry         | Zatom Nowy       | 1751          | 16                              | 96                    | -                    |
| Zwierzyniec Olędry        | Zwierzyniec      | 1751          | 7                               | 42                    | -                    |